# خورشیدگرفتگی ۳ ژانویه ۱۹۲۷
خورشیدگرفتگی ۳ ژانویه ۱۹۲۷ (به انگلیسی: Solar eclipse of January 3, 1927) یک خورشیدگرفتگی از نوع خورشیدگرفتگی حلقه‌ای است. این خورشیدگرفتگی در تاریخ ۳ ژانویه ۱۹۲۷ میلادی (‎۱۲ دی ۱۳۰۵ خورشیدی) روی داد که زمان اوج آن، ساعت ۲۰:۲۲:۵۳ به‌وقت ساعت هماهنگ جهانی بوده‌است. مدت زمان و طول این خورشیدگرفتگی ۰ دقیقه و ۳ ثانیه بود.